# Discografia lui Justin Timberlake
Compozitorul și cântărețul american Justin Timberlake a lansat patru albume studio, două compilații, trei extended plays și 39 de single-uri. Timberlake a devenit celebru ca membru fondator al formației 'N Sync. În urma pauzei pe care grupul a luat-o, acesta a lansat primul său album ca artist solo, Justified, în noiembrie 2002. Albumul a fost un succes internațional, ajungând pe locul al doilea în topul Billboard 200 și pe locul întâi în UK, în plus ajungând în top 10 în mai multe țări. Justified a câștigat mai multe discuri de platină, incluzând un triplu disc de platină din partea Recording Industry Association of America (RIAA) și un disc de platină sextuplu din partea British Phonographic Industry (BPI). A produs patru single-uri: „Like I Love You”, „Cry Me a River”, „Rock Your Body” și „Señorita”, toate fiind promovate bine ca urmare a poziției lor în top 12 în Billboard Hot 100, iar în Regatul Unit pe primele două poziții.
FutureSex/LoveSounds, al doilea album al lui Timberlake, a fost lansat în septembrie 2006. Ca și predecesorul său, albumul a ajuns repede în topurile internaționale precum Billboard 200, ajungând chiar pe locul întâi în țări precum Australia, Canada și Regatul Unit. Mai târziu a fost premiat de către RIAA și Australian Recording Industry Association (ARIA) cu patru, respectiv cinci discuri de platină. Șase single-uri au fost lansate de pe FutureSex/LoveSounds, printre care și hit-urile „SexyBack”, „My Love” și „What Goes Around... Comes Around” care au ajuns pe locul întâi în Billboard Hot 100. În anii 2000, Timberlake a colaborat cu mai mulți artiști din topul Hot 100 single-uri, inclusiv „Give It to Me” de Timbaland, „Ayo Technology” de 50 Cent, „4 Minutes” de Madonna, „Dead and Gone” de T.I. și „Love Sex Magic” de Ciara.
După o pauză de șapte ani în cariera sa muzicală, Timberlake a lansat single-ul „Suit & Tie”, o colaborare cu rapper-ul Jay-Z, în ianuarie 2013. A ajuns pe locul trei în Billboard Hot 100 și a devenit un succes internațional. The 20/20 Experience, al treilea lui album, a urmat să fie lansat în martie – a ajuns pe locul întâi în mai multe țări și a stabilit un record de vânzări digitale pentru cel mai repede vândut album pe iTunes Store. The 20/20 Experience a fost cel mai bine vândut album din 2013, ajungând la vânzări de peste 2,427,000 de exemplare în Statele Unite. A doua parte din proiect, The 20/20 Experience – 2 of 2, a fost lansată în septembrie 2013.

## Albume
| Titlu                         | Detaliile albumului                                                                                     | Cea mai înaltă poziție din topurile muzicale | Cea mai înaltă poziție din topurile muzicale | Cea mai înaltă poziție din topurile muzicale | Cea mai înaltă poziție din topurile muzicale | Cea mai înaltă poziție din topurile muzicale | Cea mai înaltă poziție din topurile muzicale | Cea mai înaltă poziție din topurile muzicale | Cea mai înaltă poziție din topurile muzicale | Cea mai înaltă poziție din topurile muzicale | Vânzări                                       | Premii |
| Titlu                         | Detaliile albumului                                                                                     | US                                           | AUS                                          | CAN                                          | DEN                                          | GER                                          | IRL                                          | NZ                                           | SWI                                          | UK                                           | Vânzări                                       | Premii |
| ----------------------------- | --- | -------------------------------------------- | -------------------------------------------- | -------------------------------------------- | -------------------------------------------- | -------------------------------------------- | -------------------------------------------- | -------------------------------------------- | -------------------------------------------- | -------------------------------------------- | --------------------------------------------- | --- |
| Justified                     | - Lansat: 4 noiembrie 2002 - Casa de discuri: Jive - Format: Casetă, CD, versiune digitală, LP          | 2                                            | 9                                            | 7                                            | 4                                            | 11                                           | 1                                            | 5                                            | 22                                           | 1                                            | - US: 3,800,000 - UK: 1,900,000               | - RIAA: 3× Platină - ARIA: 3× Platină - BPI: 6× Platină - BVMI: Platină - IFPI SWI: Platină - MC: 2× Platină - RMNZ: Platină                                             |
| FutureSex/LoveSounds          | - Lansat: 12 septembrie 2006 - Casa de discuri: Jive, Zomba - Format: CD, CD/DVD, versiune digitală, LP | 1                                            | 1                                            | 1                                            | 3                                            | 3                                            | 1                                            | 4                                            | 2                                            | 1                                            | - US: 4,400,000 - UK: 1,200,000               | - RIAA: 4× Platină - ARIA: 5× Platină - BPI: 4× Platină - BVMI: 2× Platină - IRMA: 6× Platină - IFPI DEN: Aur - IFPI SWI: 2× Platină - MC: 5× Platină - RMNZ: 3× Platină |
| The 20/20 Experience          | - Lansat: 15 martie 2013 - Casa de discuri: RCA - Format: CD, versiune digitală, LP                     | 1                                            | 1                                            | 1                                            | 2                                            | 1                                            | 1                                            | 1                                            | 1                                            | 1                                            | - WW: 3,600,000 - US: 2,427,000 - UK: 315,000 | - RIAA: 2× Platină - ARIA: Aur - BPI: Platină - BVMI: Aur - IRMA: Aur - IFPI SWI: Aur - MC: 2× Platină - RMNZ: Aur                                                       |
| The 20/20 Experience – 2 of 2 | - Lansat: 27 septembrie 2013 - Casa de discuri: RCA - Format: CD, versiune digitală, LP                 | 1                                            | 4                                            | 1                                            | 2                                            | 4                                            | 3                                            | 3                                            | 2                                            | 2                                            | - US: 1,000,000                               | - RIAA: Platină - BPI: Argint - MC: Platină |

## Albume compilate
| Titlu                                                                        | Detaliile albumului                                                                     | Cea mai înaltă poziție din topurile muzicale | Cea mai înaltă poziție din topurile muzicale | Cea mai înaltă poziție din topurile muzicale | Cea mai înaltă poziție din topurile muzicale | Vânzări         | Premii          |
| Titlu                                                                        | Detaliile albumului                                                                     | AUS                                          | DEN                                          | NZ                                           | UK                                           | Vânzări         | Premii          |
| ---------------------------------------------------------------------------- | --------------------------------------------------------------------------------------- | -------------------------------------------- | -------------------------------------------- | -------------------------------------------- | -------------------------------------------- | --------------- | --------------- |
| 12" Masters – The Essential Mixes                                            | - Lansat: 17 septembrie 2010 - Casa de discuri: Jive - Format: CD, versiune digitală    | —                                            | —                                            | —                                            | —                                            |                 |                 |
| The 20/20 Experience – The Complete Experience                               | - Lansat: 27 septembrie 2013 - Casa de discuri: RCA - Format: CD, versiune digitală, LP | 64                                           | 7                                            | 22                                           | 27                                           | - US: 1,000,000 | - RIAA: Platină |
| „—” denotă un album care nu a fost lansat în acea zonă sau nu a ajuns în top |                                                                                         |                                              |                                              |                                              |                                              |                 |                 |

## Extended plays (Piese extinse)
| Titlu                                      | Detaliile albumului                                                             |
| ------------------------------------------ | ------------------------------------------------------------------------------- |
| Justin & Christina (cu Christina Aguilera) | - Lansat: 1 iulie 2003 - Casa de discuri: RCA, BMG, Jive - Format: CD           |
| I'm Lovin' It                              | - Lansat: 14 februarie 2004 - Casa de discuri: Jive - Format: Cersiune digitală |
| iTunes Festival: London 2013               | - Lansat: 15 decembrie 2013 - Casa de discuri: RCA - Format: versiune digitală  |

## Single-uri

### Ca artist principal
| „Like I Love You”                                                            | 2002 | 11 | 8  | 11 | 4  | 16 | 5  | 6  | 14 | 2  | - ARIA: Platină - BPI: Argint | Justified                     |
| „Cry Me a River”                                                             | 2002 | 3  | 2  | 2  | 11 | 13 | 6  | 11 | 20 | 2  | - ARIA: Aur | Justified                     |
| „Rock Your Body”                                                             | 2003 | 5  | 1  | —  | 3  | 25 | 4  | 4  | 34 | 2  | - RIAA: Aur - ARIA: Platină - BPI: Argint - RMNZ: Aur                                                                                            | Justified                     |
| „Señorita”                                                                   | 2003 | 27 | 6  | 19 | 13 | 51 | 15 | 4  | 42 | 13 | - ARIA: Aur | Justified                     |
| „Still on My Brain”                                                          | 2003 | —  | —  | —  | —  | —  | —  | —  | —  | —  | | Justified                     |
| „I'm Lovin' It”                                                              | 2003 | —  | —  | —  | —  | 50 | 15 | —  | 47 | —  | | Live from London              |
| „SexyBack”                                                                   | 2006 | 1  | 1  | 1  | 2  | 1  | 1  | 1  | 2  | 1  | - RIAA: 3× Platină - ARIA: Platină - BPI: Aur - MC: 3× Platină - RMNZ: Platină                                                                   | FutureSex/LoveSounds          |
| „My Love” (feat. T.I.)                                                       | 2006 | 1  | 3  | —  | 3  | 4  | 4  | 1  | 2  | 2  | - RIAA: Platină - ARIA: 2× Platină - BPI: Argint - RMNZ: Platină                                                                                 | FutureSex/LoveSounds          |
| „What Goes Around... Comes Around”                                           | 2006 | 1  | 3  | 3  | 3  | 5  | 6  | 3  | 5  | 4  | - RIAA: Platină - ARIA: 2× Platină - BPI: Argint - IFPI DEN: Aur - MC: Platină - RMNZ: Aur                                                       | FutureSex/LoveSounds          |
| „LoveStoned”                                                                 | 2007 | 17 | 11 | 5  | 12 | 15 | 12 | 17 | 19 | 11 | - RIAA: Aur - ARIA: Aur - IFPI DEN: Aur | FutureSex/LoveSounds          |
| „The Only Promise That Remains” (cu Reba McEntire)                           | 2007 | —  | —  | —  | —  | —  | —  | —  | —  | —  | | Reba: Duets                   |
| „Until the End of Time” (cu Beyoncé)                                         | 2007 | 17 | —  | —  | 30 | 39 | —  | 31 | —  | —  | - RIAA: Aur | FutureSex/LoveSounds          |
| „Summer Love”                                                                | 2007 | 6  | —  | 8  | —  | 39 | —  | 15 | —  | —  | - RIAA: Platină - MC: Aur | FutureSex/LoveSounds          |
| „Suit & Tie” (feat. Jay-Z)                                                   | 2013 | 3  | 9  | 3  | 1  | 25 | 16 | 14 | 31 | 3  | - RIAA: 2× Platină - ARIA: Platină - BPI: Argint - IFPI DEN: Platină - MC: 2× Platină                                                            | The 20/20 Experience          |
| „Mirrors”                                                                    | 2013 | 2  | 10 | 4  | 4  | 2  | 5  | 7  | 5  | 1  | - RIAA: 2× Platină - ARIA: 2× Platină - BPI: Platină - BVMI: Platină - IFPI DEN: 2× Platină - IFPI SWI: Platină - MC: 3× Platină - RMNZ: Platină | The 20/20 Experience          |
| „Tunnel Vision”                                                              | 2013 | —  | 63 | —  | —  | —  | 75 | —  | —  | 61 | | The 20/20 Experience          |
| „Take Back the Night”                                                        | 2013 | 29 | 57 | 23 | 37 | 52 | 49 | —  | 48 | 22 | - MC: Aur | The 20/20 Experience – 2 of 2 |
| „TKO”                                                                        | 2013 | 36 | —  | 28 | —  | 71 | 51 | —  | 68 | 58 | - MC: Aur | The 20/20 Experience – 2 of 2 |
| „Not a Bad Thing”                                                            | 2014 | 8  | 10 | 9  | 16 | 62 | 38 | 5  | 29 | 21 | - RIAA: Aur - ARIA: Platină - IFPI DEN: Aur - RMNZ: Aur                                                                                          | The 20/20 Experience – 2 of 2 |
| „—” denotă un album care nu a fost lansat în acea zonă sau nu a ajuns în top | 2014 |    |    |    |    |    |    |    |    |    | |                               |

### Ca invitat muzical
| „Work It” (Nelly feat. Justin Timberlake)                                          | 2003 | 68 | 14 | 13 | —  | 16 | 11 | 17 | 59 | 7  | - ARIA: Aur - RMNZ: Aur                                                                          | Nellyville                              |
| „Signs” (Snoop Dogg feat. Charlie Wilson și Justin Timberlake)                     | 2005 | 46 | 1  | —  | 3  | 3  | 2  | 4  | 5  | 2  | - RIAA: Aur - ARIA: Aur - BPI: Argintr - RMNZ: Aur                                               | R&G (Rhythm & Gangsta): The Masterpiece |
| „Dick in a Box” (The Lonely Island feat. Justin Timberlake)                        | 2006 | —  | 61 | 82 | —  | —  | —  | —  | —  | —  |                                                                                                  | Incredibad                              |
| „Give It to Me” (Timbaland feat. Nelly Furtado și Justin Timberlake)               | 2007 | 1  | 16 | 1  | 3  | —  | 2  | 2  | 6  | 1  | - BVMI: Aur - BPI: Argint - IFPI SWI: Platină - RMNZ: Aur                                        | Shock Value                             |
| „Ayo Technology” (50 Cent feat. Justin Timberlake)                                 | 2007 | 5  | 10 | 12 | 3  | 7  | 3  | 1  | 2  | 2  | - ARIA: Aur - BPI: Argint - RMNZ: Aur                                                            | Curtis                                  |
| „4 Minutes” (Madonna feat. Justin Timberlake)                                      | 2008 | 3  | 1  | 1  | 1  | 1  | 1  | 3  | 1  | 1  | - RIAA: 2× Platină - ARIA: Platină - BPI: Aur - BVMI: Platină - IFPI DEN: 2× Platină - RMNZ: Aur | Hard Candy                              |
| „Rehab” (Rihanna feat. Justin Timberlake)                                          | 2008 | 18 | 26 | 19 | 16 | 4  | 22 | 12 | 13 | 16 | - BPI: Argint - IFPI DEN: Aur - RMNZ: Aur                                                        | Good Girl Gone Bad                      |
| „Can't Believe It” (T-Pain feat. Justin Timberlake)                                | 2008 | —  | —  | —  | —  | —  | —  | —  | —  | —  |                                                                                                  | Three Ringz                             |
| „Dead and Gone” (T.I. feat. Justin Timberlake)                                     | 2009 | 2  | 4  | 3  | 7  | 11 | 3  | 2  | 18 | 4  | - RIAA: 2× Platină - ARIA: Platină - BPI: Argint - RMNZ: Platină                                 | Paper Trail                             |
| „Love Sex Magic” (Ciara feat. Justin Timberlake)                                   | 2009 | 10 | 5  | 6  | 7  | 12 | 4  | 6  | 11 | 5  | - ARIA: Platină - BPI: Argint - RMNZ: Aur                                                        | Fantasy Ride                            |
| „Carry Out” (Timbaland feat. Justin Timberlake)                                    | 2009 | 11 | 58 | 7  | —  | —  | 3  | 15 | 80 | 6  | - BPI: Argint - RMNZ: Aur                                                                        | Shock Value II                          |
| „Love Dealer” (Esmée Denters feat. Justin Timberlake)                              | 2010 | —  | —  | —  | —  | —  | —  | —  | —  | 68 |                                                                                                  | Outta Here                              |
| „Ain't No Doubt About It” (Game feat. Justin Timberlake)                           | 2010 | —  | —  | —  | —  | —  | —  | —  | —  | —  |                                                                                                  | N/A                                     |
| „Winner” (Jamie Foxx feat. T.I. și Justin Timberlake)                              | 2010 | 28 | —  | 23 | —  | —  | —  | 37 | —  | —  |                                                                                                  | Best Night of My Life                   |
| „Motherlover” (The Lonely Island feat. Justin Timberlake)                          | 2011 | —  | —  | —  | —  | —  | —  | —  | —  | —  |                                                                                                  | Turtleneck & Chain                      |
| „3-Way (The Golden Rule)” (The Lonely Island feat. Justin Timberlake și Lady Gaga) | 2011 | —  | —  | —  | —  | —  | —  | —  | —  | —  |                                                                                                  | The Wack Album                          |
| „Role Model” (FreeSol feat. Justin Timberlake)                                     | 2011 | —  | —  | —  | —  | —  | —  | —  | —  | —  |                                                                                                  | No Rules                                |
| „Fascinated” (FreeSol feat. Justin Timberlake și Timbaland)                        | 2011 | —  | —  | —  | —  | —  | —  | —  | —  | —  |                                                                                                  | No Rules                                |
| „Holy Grail” (Jay-Z feat. Justin Timberlake)                                       | 2013 | 4  | 42 | 13 | 14 | 24 | 53 | 18 | 24 | 7  | - RIAA: 3× Platină - BPI: Argint - IFPI DEN: Platină - RMNZ: Aur                                 | Magna Carta Holy Grail                  |
| „Love Never Felt So Good” (cu Michael Jackson)                                     | 2014 | 9  | 28 | 20 | 1  | 18 | 17 | 12 | 15 | 8  |                                                                                                  | Xscape                                  |
| „—" denotă un single care nu a fost lansat în acea zonă sau nu a ajuns în top      |      |    |    |    |    |    |    |    |    |    |                                                                                                  |                                         |

## Alte piese
| „FutureSex/LoveSound”                                                         | 2006 | —  | —  | —  | —  | — | —   | FutureSex/LoveSounds          |
| „Release” (Timbaland feat. Justin Timberlake)                                 | 2007 | 91 | —  | —  | —  | — | 105 | Shock Value                   |
| „Bounce” (Timbaland feat. Justin Timberlake, Dr. Dre și Missy Elliott)        | 2007 | —  | —  | —  | —  | — | 176 | Shock Value                   |
| „Hallelujah” (cu Matt Morris, feat. Charlie Sexton)                           | 2010 | 13 | 2  | 37 | 46 | 8 | 91  | Hope for Haiti Now            |
| „Pusher Love Girl”                                                            | 2013 | 64 | —  | —  | —  | — | 122 | The 20/20 Experience          |
| „Don't Hold the Wall”                                                         | 2013 | —  | —  | —  | —  | — | —   | The 20/20 Experience          |
| „Strawberry Bubblegum”                                                        | 2013 | —  | —  | —  | —  | — | 193 | The 20/20 Experience          |
| „Spaceship Coupe”                                                             | 2013 | —  | —  | —  | —  | — | —   | The 20/20 Experience          |
| „That Girl”                                                                   | 2013 | —  | —  | —  | —  | — | —   | The 20/20 Experience          |
| „Let the Groove Get In”                                                       | 2013 | —  | —  | —  | —  | — | —   | The 20/20 Experience          |
| „Blue Ocean Floor”                                                            | 2013 | —  | —  | —  | —  | — | —   | The 20/20 Experience          |
| „Dress On”                                                                    | 2013 | —  | —  | —  | —  | — | 197 | The 20/20 Experience          |
| „Body Count”                                                                  | 2013 | —  | —  | —  | —  | — | 147 | The 20/20 Experience          |
| „Cabaret” (feat. Drake)                                                       | 2013 | —  | —  | —  | —  | — | —   | The 20/20 Experience – 2 of 2 |
| „Murder” (feat. Jay Z)                                                        | 2013 | —  | —  | —  | —  | — | —   | The 20/20 Experience – 2 of 2 |
| „Drink You Away”                                                              | 2013 | —  | 85 | —  | —  | — | —   | The 20/20 Experience – 2 of 2 |
| „Brand New” (cu Pharrell Williams)                                            | 2014 | —  | —  | —  | —  | — | 104 | Girl                          |
| „—” denotă un single care nu a fost lansat în acea zonă sau nu a ajuns în top |      |    |    |    |    |   |     |                               |